# Regierung Lubomír Štrougal I
Die tschechoslowakische Regierung Lubomír Štrougal I, geführt durch den Ministerpräsidenten Lubomír Štrougal, war im Amt vom 28. Januar 1970 bis 9. Dezember 1971. Sie folgte der Regierung Oldřich Černík III und wurde ersetzt durch die Regierung Lubomír Štrougal II.

## Regierungsbildung, Programm
Während in der Amtszeit der Vorgängerregierung Oldřich Černík III viele Reformanhänger – bis auf den Reformer Oldřich Černík selbst – des Prager Frühlings aus der Regierungsmannschaft ausgedrängt und durch neue Hardliner ersetzt wurden, die den fortschreitenden Prozess der Normalisierung beschleunigen sollten, kam es mit der Einsetzung von Lubomír Štrougal als Ministerpräsident (der 18 Jahre im Amt bleiben sollte) zur letzten, entscheidenden Phase der Normalisierung. Im Jahr 1970 wurden in der Kommunistischen Partei der Tschechoslowakei umfangreiche Massensäuberungen durchgeführt, in deren Verlauf etwa 500.000 Parteimitglieder aus der Partei ausgeschlossen wurden, das heißt, etwa ein Drittel von ihnen. In den ideologisch-politisch wichtigen Bereichen wie Medien, Kultur oder Wissenschaft waren es dann 50 bis 70 Prozent der Parteimitglieder.
Štrougals Regierung sicherte diese Maßnahmen auf dem außerparteilichen Gebiet ab. Zugleich kam es zu einer Neubewertung des aus dem Prager Frühling stammenden Föderationsprinzips zugunsten einer Zentralisierung, was sich in Stärkung der föderalen Ministerien gegenüber der Regierung und den Ministerien der Teilrepubliken manifestierte.
Die Regierung Štrougal I wird häufig als eine Fortsetzung der Regierung Černík III beziehungsweise als Regierung Černík/Štrougal bezeichnet, obwohl es nicht nur zum Austausch einiger Minister kam, sondern auch ein neuer Ministerpräsident eingesetzt wurde. Dennoch hat die Regierung keine eigene Regierungserklärung abgegeben, in der Literatur wird auf die Regierungserklärung der Regierung Černík III verwiesen, in der im Zusammenhang mit dem Prager Frühling bereits die Rede von "rechtsgerichteten antisozialistischen Kräften" ist.

## Regierungszusammensetzung
Zu Anfang der Amtszeit der Regierung hießen einige Ministerien (wie zuvor) Ausschüsse, deren Leiter dann "Vorsitzender des Ausschusses für ..." im Ministerrang; ab 1. Januar 1971 wurde die Ausschüsse aufgelöst und in (föderale) Ministerien umbenannt, geleitet durch Minister.
Die folgenden Minister befanden sich die gesamte reguläre Amtsperiode über im Amt (28. Januar 1970 bis 9. Dezember 1971), wenn nicht anders angegeben.
- Ministerpräsident: Lubomír Štrougal
- stellvertretender Ministerpräsident:
  - Josef Korčák
  - Peter Colotka
  - Karol Laco
  - Miloslav Hruškovič (28.1.1970 – 26.6.1970)
  - Matej Lúčan (26.6.1970 – 9.12.1971)
  - Václav Hůla
  - František Hamouz
  - Jindřich Zahradník (1.1.1971 – 9.12.1971)
  - Ján Gregor (1.1.1971 – 9.12.1971)
- Außenminister: Ján Marko
- Verteidigungsminister: Martin Dzúr
- Innenminister: Radko Kaska
- Finanzminister: Rudolf Rohlíček
- Planungsminister: Miloslav Hruškovič (28.1.1970 – 1.1.1971)
- Minister für Arbeit und Soziales: Michal Štanceľ
- Außenhandelsminister: Andrej Barčák
- Vorsitzender des Ausschusses für die Preisbildung: Ignác Rendek (28.1.1970 – 1.1.1971)
- Vorsitzender des Ausschusses für Industrie: Jindřich Zahradník  (28.1.1970 – 1.1.1971)
- Vorsitzender des Ausschusses für Landwirtschaft und Ernährung: Bohuslav Večeřa  (28.1.1970 – 1.1.1971)
- Vorsitzender des Ausschusses für Verkehr: Jaroslav Knížka  (28.1.1970 – 1.1.1971)
- Vorsitzender des Ausschusses für Post und Telekommunikationen: Karel Hoffmann  (28.1.1970 – 1.1.1971)
- Vorsitzender des Ausschusses für technische und Investitionsentwicklung:
  - Oldřich Černík (28.1.1970 – 23.6.1970)
  - Ladislav Šupka (23.6.1970 – 1.1.1971)
- Minister ohne Geschäftsbereich:
  - Bohuslav Kučera
  - Jan Pauly  (28.1.1970 – 1.1.1971)
  - Karol Martinka (ab 1. 1. 1971 stellvertretender Vorsitzender der Staatlichen Planungskommission)
- Vorsitzender der Staatlichen Planungskommission: Václav Hůla
- Vorsitzender des Föderalen Preisamtes: Ignác Rendek
- Vorsitzender des Ausschusses für Volkskontrolle: Drahomír Kolder

Am 1. Januar 1971 wurden die bisherigen Ausschüsse aufgelöst und stattdessen Ministerien mit folgenden Ministern errichtet:
- Verkehrsminister: Štefan Šutka  (1.1.1971 – 9.12.1971)
- Minister für Brennstoffe und Energetik: Jaromír Matušek  (1.1.1971 – 9.12.1971)
- Minister für Metallurgie und Maschinenbau: Josef Šimon (1.1.1971 – 9.12.1971)
- Minister für technische und Investitionsentwicklung: Ladislav Šupka  (1.1.1971 – 9.12.1971)
- Landwirtschaftsminister: Bohuslav Večeřa (1.1.1971 – 9.12.1971)
- Minister für Nachrichtenwesen:
  - Karel Hoffmann (1.1.1971 – 24.5.1971)
  - Vlastimil Chalupa (24.5.1971 – 9.12.1971)

### Parteizugehörigkeit
Die Regierung wurde gebildet aus der Einheitsliste der Nationalen Front, die aus der dominierenden Kommunistischen Partei sowie aus Blockparteien bestand.

### Regierungen der Teilrepubliken
Parallel zur Regierung der Tschechoslowakischen Sozialistischen Republik hatten die beiden Teilrepubliken (Tschechische Sozialistische Republik und Slowakische Sozialistische Republik, beide erst ab 1969) ebenfalls eine eigene Regierung:
- Tschechische Sozialistische Republik: Regierung Josef Kempný und Josef Korčák (29.9.1969 – 9.12.1971)
- Slowakische Sozialistische Republik: Regierung Štefan Sádovský und Peter Colotka (2.1.1969 – 8.12.1971)